# Тефаново
Тефаново — деревня в Дмитровском районе Московской области, в составе городского поселения Икша. Население — 1 чел. (2010). До 2006 года Тефаново входило в состав Белорастовского сельского округа.

## Расположение
Деревня расположена в южной части района, недалеко от границы с Мытищинским, примерно в 18 км южнее Дмитрова, на правом берегу запруженной малой речки Базаровка, высота центра над уровнем моря 191 м. Ближайшие населённые пункты — Спас-Каменка на противоположном берегу реки, Базарово и посёлок опытного хозяйства «Ермолино» — в 1 км на восток.

## Население
| 2002 | 2006 | 2010 |
| ---- | ---- | ---- |
| 3    | ↗4   | ↘1   |